# Dyseuaresta
Dyseuaresta är ett släkte av tvåvingar. Dyseuaresta ingår i familjen borrflugor.
Kladogram enligt Catalogue of Life:
| Dyseuaresta | \| \| Dyseuaresta adelphica \| \| \| \| \| \| Dyseuaresta apicalis \| \| \| \| \| \| Dyseuaresta bilineata \| \| \| \| \| \| Dyseuaresta caracasana \| \| \| \| \| \| Dyseuaresta fuscoapicalis \| \| \| \| \| \| Dyseuaresta gephyrae \| \| \| \| \| \| Dyseuaresta impluviata \| \| \| \| \| \| Dyseuaresta mexicana \| \| \| \| \| \| Dyseuaresta signifera \| \| \| \| \| \| Dyseuaresta sobrinata \| \| \| \| \| \| Dyseuaresta tenuis \| \| \| \| \| \| Dyseuaresta trinotata \| \| \| \| |
|             | \| \| Dyseuaresta adelphica \| \| \| \| \| \| Dyseuaresta apicalis \| \| \| \| \| \| Dyseuaresta bilineata \| \| \| \| \| \| Dyseuaresta caracasana \| \| \| \| \| \| Dyseuaresta fuscoapicalis \| \| \| \| \| \| Dyseuaresta gephyrae \| \| \| \| \| \| Dyseuaresta impluviata \| \| \| \| \| \| Dyseuaresta mexicana \| \| \| \| \| \| Dyseuaresta signifera \| \| \| \| \| \| Dyseuaresta sobrinata \| \| \| \| \| \| Dyseuaresta tenuis \| \| \| \| \| \| Dyseuaresta trinotata \| \| \| \| |
|             | Dyseuaresta adelphica |
|             | |
|             | Dyseuaresta apicalis |
|             | |
|             | Dyseuaresta bilineata |
|             | |
|             | Dyseuaresta caracasana |
|             | |
|             | Dyseuaresta fuscoapicalis |
|             | |
|             | Dyseuaresta gephyrae |
|             | |
|             | Dyseuaresta impluviata |
|             | |
|             | Dyseuaresta mexicana |
|             | |
|             | Dyseuaresta signifera |
|             | |
|             | Dyseuaresta sobrinata |
|             | |
|             | Dyseuaresta tenuis |
|             | |
|             | Dyseuaresta trinotata |
|             | |